# منیزیم آلیاژی در زیست پزشکی
مروری بر خواص مواد
قابلیت و اصلاح سطح به عنوان ماده ارتوپدی زیست تجزیه پذیر

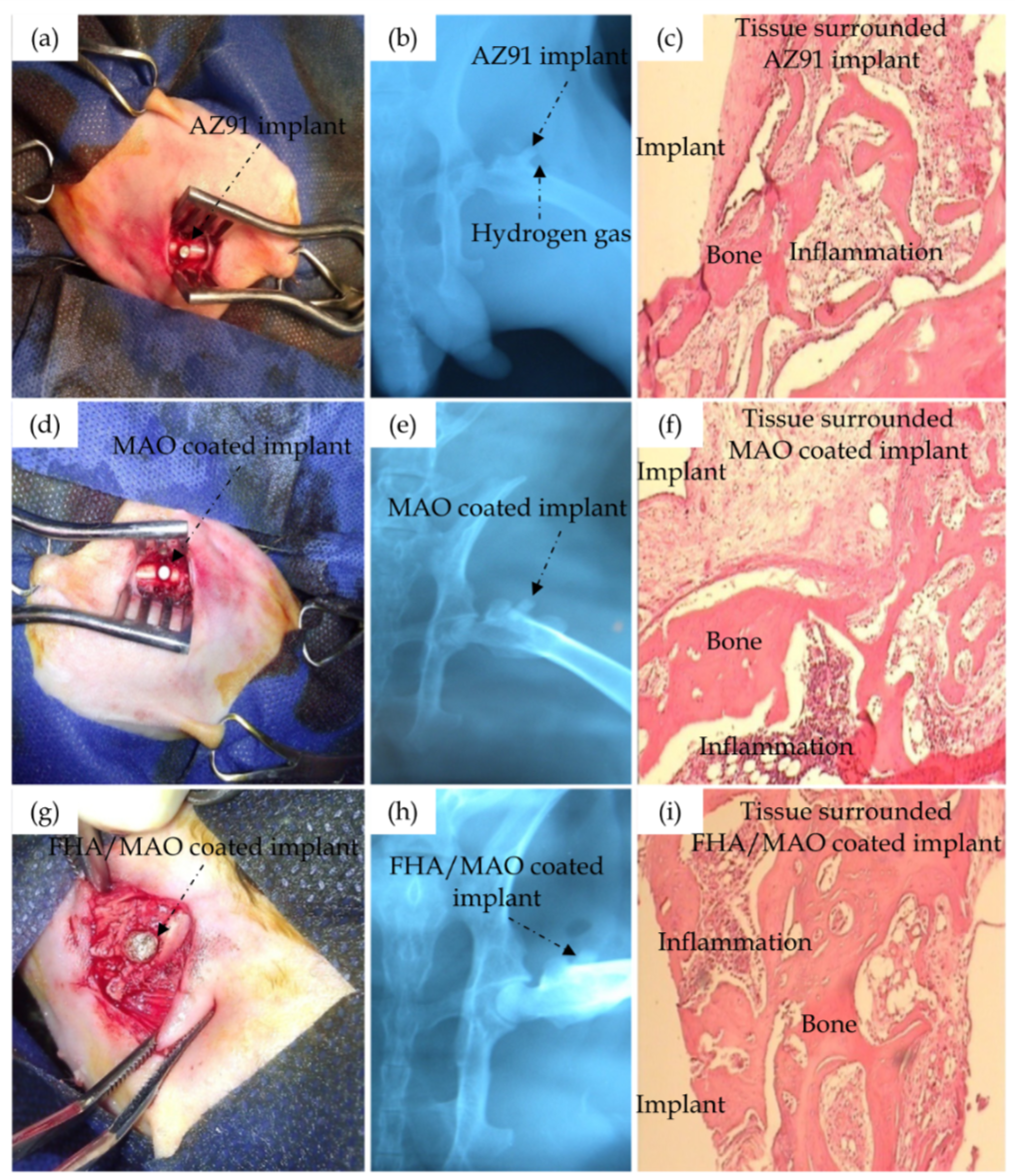
مقایسه تجزیه شدن منیزیم لایه نشانی نشده و لایه نشانی شده با هیدروکسی آپاتیت

منیزیم و منیزیم آلیاژی جزو فلزات سبک هستندکه بسیار زیست سازگار می‌باشند و خواص فیزیکی مشابهی با استخوان‌های طبیعی دارند. این مواد قابلیت عمل کردن به عنوان رسانای استخوانی و جانشینی مواد زیست تخریب پذیر در مصارف باربری در زمینهٔ مهندسی بافت سخت را دارا می‌باشند. با این وجود، تأثیرات خوردگی و تجزیه‌پذیری آن‌ها در محیط فیزیولوژیکی بدن کاربردهای متنوع و گوناگونشان را محدود کرده‌است. هدف این مقاله بررسی خواص، پایداری شیمیایی، تجزیه‌پذیری در محیط و روش‌های بهبود مقاومت خوردگی منیزیم و آلیاژش، برای مصارف کاربردی در زمینه ارتوپدی می‌باشد. به منظور یک کاشت مؤثر، خواص سطح و سطح زیرین مواد باید به‌طور دقیق انتخاب شود؛ بنابراین سرعت تجزیه‌پذیری ماده جدید به‌طور مفید قابل کنترل خواهد بود. تکنیک‌های متنوع اصلاح سطح وجود دارند که تأثیرات آن‌ها در کاهش سرعت خوردگی و شیوه‌های کنترل بازهٔ تجزیه‌پذیری مورد بحث قرار گرفتند. ترجیحاً، توازن بین از دست دادن تدریجی مواد و قدرت مکانیکی در طول تجزیه پذیری، با افزایش قدرت و پایداری بافت استخوانی جدید در حال تشکیل، هدف نهایی می‌باشد. اگر بتوان به این مهم رسید، بنابراین کاشته‌های ارتوپدی تولید شده از منیزیم آلیاژی توان تحویل نتایج کلینیکی صحیح؛ صرفنظر از انجام جراحی مجدد را دارا می‌باشند.

#### سیستم اسکلتی بدن
سیستم اسکلتی بدن انسان از ساختار پیچیده سه بعدی تشکیل شده‌است که از دو جنبه اصلی مهم می‌باشد. اولین دلیل ناشی از ضرورت کنترل کردن اساسی بین اندام‌های مختلف بدن و دیگر بافت‌های مرتبط است و دلیل دوم نشات گرفته از اتصال گروه‌های بسیار زیاد عضلانی می‌باشد که برای حرکات بدن و انتقال نیرو به وسیله آن حرکات لازم است. اسکلت از دو نوع بافت متفاوت تشکیل شده که نوع اول بافت سخت به نام استخوان، و دومی بافت نرم‌تر متشکل از مواد غضروفی می‌باشد. اسکلت انسان بالغ از ۲۰۶ استخوان تشکیل شده؛ که بعضی از آن‌ها وظیفهٔ محافظت اندام‌های داخلی را بر عهده دارند، در حالیکه بقیه وظایف تخصصی تر مثل انتقال ارتعاشات صدا در گوش داخلی را انجام می‌دهند. همچنین ماتریس استخوانی یک مخزن طبیعی برای سلول‌ها و یون‌های معدنی که نقش مهمی در حفظ تعادل بیو شیمیایی در بدن دارند را فراهم می‌کند. به عنوان مثال کلسیم یک عنصر مهم درگیر در فعالیت‌های ماهیچه‌ای و انتقال عصب است و سطح آن در بدن به‌طور دقیق توسط فرایندی به نام هومئوستازی نظارت و تنظیم می‌شود.

نمایی از اسکلت بدن انسان

#### استخوان
استخوان یک ترکیب سرامیکی طبیعی دو فازی آلی و غیر آلی تشکیل شده از رشته‌های کلاژن که با جز نانو کریستالی غیر آلی احاطه شده است، می‌باشد. فاز آلی اولیهٔ ماتریس استخوانی از کلاژن نوع I است که توسط سلول‌های استئوبلاست پوشانده شده و باعث تولید رشته‌های خود بازسازی‌کننده می‌شود. این رشته‌ها به صورت یک مجموعه به هم متصل هستند و خود را به صورت موازی با محور تحمل بار در استخوان تنظیم می‌کنند. رشته‌های کلاژن که معمولاً به طول ۳۰۰ نانومتر هستند یک الگوی دوره‌ای ۶۷ نانومتری را ایجاد می‌کنند که در آن یک فاصله یا سوراخ ۴۰ نانومتری بین قسمت انتهایی رشته‌ها و بقیه ۲۷ نانومتر قسمت باقی‌مانده آن‌ها که روی مجموعه زیرین است را تشکیل می‌دهد. این شیوه یک مکان مجزا و ناپیوسته برای تعبیه کریستال‌های بشقاب مانند نانومتری هیدروکسی اپاتیت ایجاد می‌کند، که تشکیل فاز دوم ماتریس استخوانی را می‌دهد. هیدروکسی اپاتیت یک ماده معدنی غالباً متشکل از فسفات کلسیم است که فرمول شیمیایی عمومی آن [Ca10 (OH)2 (PO4)6] می‌باشد. هیدروکسی اپاتیت ترکیب اصلی غیر آلی استخوان و دندان است؛ که نزدیک به ۶۵٪ وزن استخوان بیرونی و در مورد دندان نزدیک به ۹۷٪ مینای دندان در پستانداران بافت سخت را تشکیل می‌دهد. این مکان مجزای ناپیوسته رشد کریستال‌های هیدروکسی اپاتیت را محدود می‌کند و کریستال‌ها را اجبار می‌کند تا با یک تنظیم خاصی رشد کنند که با محور تحمل بار استخوان و رشته‌های کلاژن موازی باشد. ذرات کریستالی عموماً طولی به اندازه ۵۰ نانومتر، عرض حدوداً ۲۵ نانومتر و متوسط ضخامت ۳ نانومتر را دارا می‌باشند. هیدروکسی اپاتیت همچنین دارای مقادیر جزئی پتاسیم، منگنز، سدیم، کلراید، هیدروژن فسفات، سیترات و کربنات می‌باشد. ترکیب نهایی ماتریس استخوانی از پروتئین‌های غیر کلاژنی آلی از قبیل گروه فسفر- پروتئینی تشکیل شده که امکان تنظیم شکل‌گیری فاز کریستالی غیر آلی را با اثرگذاری روی اندازه، جهت یابی و محیط ظاهری اطراف در فاصله‌های بین رشته‌های کلاژنی دارند. گروه فسفر- پروتئینی همچنین منبعی از یون‌های کلسیم و فسفات مورد استفاده در شکل‌گیری فاز معدنی می‌باشد.

#### فاز آلی
فاز آلی به استخوان قابلیت انعطاف‌پذیری می‌دهد، در حالیکه فاز غیر آلی برای استخوان تقویت استحکام استخوانی را به همراه می‌آورد. اتحاد و همکاری فازهای آلی و غیر آلی در ماتریس به استخوان خواص ویژه مکانیکی از قبیل استحکام، قدرت و استحکام را می‌بخشد. ترکیب این ویژگی‌ها به استخوان و نهایتاً سیستم اسکلتی توانایی چشمگیر تحمل فشارهای مختلف مکانیکی و ساختاری را در مواجهه با فعالیت‌های فیزیکی شدید و عادی می‌دهد. با این وجود، تمام بافت‌های استخوانی در بدن خواص مشابهی ندارند و این مهم به علت وجود دو نوع متفاوت استخوان است. اولین نوع یک لایه بیرونی سخت متشکل از بافت غشایی متراکم می‌باشد، در صورتی‌که نوع دوم تشکیل بافت با تراکم کمتر و اسفنج مانند که فضاهای داخلی استخوان را پر می‌کند می‌دهد. این بافت اسفنجی درونی شامل مغز استخوان و تعداد بسیاری رگ‌های خونی می‌باشد که مواد مغذی را فراهم می‌کند و در عین حال مواد اضافی را از بافت استخوان برکنار می‌کند. هر دو نوع استخوان بیرونی و درونی از فازهای آلی و غیر آلی مشابهی که پیش تر بحث شد تشکیل یافته‌اند، ولی از نظر مقادیر وجودی در هر فاز با یکدیگر تفاوت دارند. دو نوع استخوانی همچنین از جنبهٔ منافذ مخصوص به خود و تنظیمات ساختاریشان متمایز می‌باشند.

## گردآورنده
بابک گرامی شیرازی دانشجوی دکترای مکانیک گرایش ساخت و تولید